# Liste von Sakralbauten in Pisa
Diese Liste von Sakralbauten in Pisa umfasst christliche Kirchen und Gotteshäuser anderer religiöser Gemeinschaften auf dem Gebiet der Gemeinde Pisa, Toskana. Aufgeführt sind auch entweihte Kirchen sowie noch vorhandene Reste ehemaliger Kirchen.
Als Stadtteile sind aufgeführt: innerhalb der mittelalterlichen Stadtmauern von 1155, die die Innenstadt von Pisa bis heute definieren, liegen die Viertel Santa Maria (nördlich des Arno, Westen), San Francesco (nördlich des Arno, Osten), San Martino (südlich des Arno, Osten) und Sant’Antonio (südlich des Arno, Westen).
Direkt an die Innenstadt angrenzende Stadtteile vor den ehemaligen Stadttoren sind, von Norden beginnend, im Uhrzeigersinn: Porta a Lucca, Porta a Piagge, Porta Fiorentina, San Marco, San Giusto, Porta a Mare und Porta Nuova.
Weiter außerhalb liegende, hier erwähnte Stadtteile sind von Norden beginnend im Uhrzeigersinn: I Passi, Pratale, Pisanova, Cisanello, Riglione, Putignano, Oratoio, Sant’Ermete, Le Rene, Coltano, Calambrone, Tirrenia, Marina di Pisa, San Piero a Grado, Barbaricina, CEP und San Rossore.

## Römisch-katholische Kirchen
| Name                                   | Bild | Stadtteil Lage                                     | Bemerkungen |
| -------------------------------------- | ---- | -------------------------------------------------- | --- |
| Cappella di Sant’Agata                 |      | Sant’Antonio 43° 42′ 46,8″ N, 10° 23′ 37,9″ O      | Erstmals 1132 schriftlich erwähnt, kleine Kapelle auf achteckigem Grundriss hinter der Kirche San Paolo a Ripa d’Arno. |
| Sant’Anna                              |      | San Francesco 43° 43′ 16,9″ N, 10° 24′ 7,5″ O      | Kirche des Benediktinerinnenklosters Conservatorio di Sant’Anna, errichtet ab 1406, geweiht 1426. 1741–1747 barock umgestaltet. Die Kirche gehört zum Gebäudekomplex der Scuola Superiore Sant’Anna.                                     |
| Sant’Antonio Abate                     |      | Sant’Antonio 43° 42′ 39,6″ N, 10° 23′ 51,5″ O      | Errichtet Mitte des 14. Jahrhunderts als Kirche eines gleichnamigen Klosters, im 18. Jahrhundert umgestaltet. Im Zweiten Weltkrieg stark beschädigt. An einem Nebengebäude ein Wandgemälde von Keith Haring.                             |
| San Apollinare                         |      | Barbaricina 43° 43′ 0,8″ N, 10° 22′ 22,9″ O        | Kirche in westlichen Ortsteil Barbaricina, erwähnt ab 1173. Im Jahre 1782 abgerissen und neu errichtet, geweiht 1784. |
| Santa Apollonia                        |      | Santa Maria 43° 43′ 11,8″ N, 10° 24′ 5,7″ O        | Errichtet im 11. Jahrhundert 1777 komplett umgebaut. Ehemaliger Name San Pietro ad Ischia. |
| San Bartolomeo                         |      | Putignano 43° 41′ 45,8″ N, 10° 25′ 40,5″ O         | Kirche im südöstlichen Vorort Putignano, ehemals „San Salvatore“, seit dem 11. Jahrhundert erwähnt. Im Jahre 2000 nach Strukturschäden außer dem Glockenturm abgerissen und modern neu errichtet.                                        |
| San Biagio in Cisanello                |      | Cisanello 43° 42′ 11,3″ N, 10° 26′ 12″ O           | Erwähnt ab dem 12. Jahrhundert, heutige Struktur aus dem 13. Jahrhundert Barocke Umbauarbeiten wurden 1913 wieder rückgängig gemacht. |
| Cappella Sacrario ai Caduti di Kindu   |      | San Giusto 43° 41′ 40,7″ N, 10° 23′ 38,2″ O        | Kapelle in der Nähe des Flughafens Pisa, errichtet 1963 in Gedenken an dreizehn italienische Piloten, die 1961 bei einer humanitären Mission in Kindu (Kongo) ums Leben kamen.                                                           |
| Santa Caterina d’Alessandria           |      | San Francesco 43° 43′ 16,7″ N, 10° 24′ 14,8″ O     | Dominikanerkirche, seit 1211 erwähnt, heutiges Gebäude zwischen 1251 und 1300 errichtet, Marmorfassade 1326 vervollständigt. |
| Santa Cecilia                          |      | San Francesco 43° 43′ 6,2″ N, 10° 24′ 11″ O        | Errichtet ab 1103 von Kamaldulensermönchen, geweiht 1107, vervollständigt im 13. Jahrhundert |
| Santa Chiara                           |      | Santa Maria 43° 43′ 18″ N, 10° 23′ 43,5″ O         | Errichtet um 1277, Umbauten im 17. Jahrhundert und 1886. Kirche des Krankenhauses Ospedale di Santa Chiara. |
| Oratorio della Compagnia del Suffragio |      | Porta Nuova 43° 44′ 2,9″ N, 10° 23′ 10,1″ O        | Auch San Gregorio; Friedhofskirche, errichtet in der heutigen Form 1804–1805. |
| Santi Cosimo e Damiano                 |      | San Marco 43° 42′ 9,2″ N, 10° 24′ 19,8″ O          | Geweiht 1964. |
| Santa Cristina                         |      | Sant’Antonio 43° 42′ 56,6″ N, 10° 23′ 59,4″ O      | Teile der Apsis aus dem 10.–11. Jahrhundert, nach Zerstörung durch Hochwasser 1118 neu errichtet. 1816 Restaurierung und Bau des Campanile. Katharina von Siena soll hier 1375 ihre Stigmata empfangen haben.                            |
| Santa Croce in Fossabanda              |      | Porta a Piagge 43° 42′ 41,5″ N, 10° 24′ 52,5″ O    | Kirche und Kloster um 1325 für Dominikanerinnen erbaut, ab dem 15. Jahrhundert Franziskanerkloster. Die Kirche wird noch heute von den Franziskanern (OFM) genutzt; das Kloster ist mittlerweile ein Hotel.                              |
| San Domenico                           |      | San Martino 43° 42′ 40,3″ N, 10° 23′ 57,7″ O       | Errichtet 1385 von Pietro Gambacorti als Kirche eines Dominikanerinnenklosters. 1724–1732 barock umgestaltet. Im Zweiten Weltkrieg stark beschädigt, heute Kirche des Malteserordens.                                                    |
| San Donnino                            |      | San Giusto 43° 42′ 25,2″ N, 10° 23′ 50,5″ O        | Kirche eines Klosters, erbaut um 1303, zuerst der Benediktiner, ab 1575 der Kapuziner. Im Zweiten Weltkrieg stark beschädigt, 1946–1950 in der heutigen Form wieder errichtet.                                                           |
| Sant’Elena                             |      | Le Rene 43° 40′ 22,3″ N, 10° 24′ 34,2″ O           | Errichtet um 1837. |
| Sant’Ermete in Orticaia                |      | Sant’Ermete 43° 41′ 46,2″ N, 10° 25′ 1,7″ O        | Kirche im südöstlichen Vorort Sant'Ermete. Seit 1070 bezeugt, 1751 und 1838 umgebaut. |
| San Francesco                          |      | San Francesco 43° 43′ 7,5″ N, 10° 24′ 22″ O        | Erwähnt im Jahre 1233 als Klosterkirche der Franziskaner, heutiger Bau 1265–1270 von Giovanni di Simone, Marmorfassade von 1603. Innenraum im 17. Jahrhundert reich ausgestattet, 1863 entweiht, ab 1901 wieder als Kirche eingerichtet. |
| San Francesco di Tirrenia              |      | Tirrenia 43° 37′ 37,6″ N, 10° 17′ 33″ O            | Pfarrkirche im Badeort Tirrenia, geweiht 1957. |
| San Frediano                           |      | Santa Maria 43° 43′ 4,9″ N, 10° 23′ 57,7″ O        | Erwähnt ab 1061, typische Kirche der Pisaner Romanik. Innenraum barock umgebaut. |
| San Giorgio ai Tedeschi                |      | Santa Maria 43° 43′ 18,5″ N, 10° 23′ 48,9″ O       | Kirche in der Nähe des Pisaner Doms, errichtet nach 1316 in Erinnerung an die in der Schlacht von Montecatini (1315) gefallenen deutschen Soldaten. Innenraum ab 1722 umgestaltet.                                                       |
| San Giorgio in Coltano                 |      | Coltano 43° 38′ 21,4″ N, 10° 23′ 41,2″ O           | Kleine Kirche auf dem Landgut Coltano, errichtet nach dem Zweiten Weltkrieg. |
| Battistero di San Giovanni             |      | Santa Maria 43° 43′ 24,1″ N, 10° 23′ 37,8″ O       | Taufkirche des Doms in Pisa, errichtet ab 1153 von Diotisalvi, Ende des 12. Jahrhunderts von Niccolò Pisano und Giovanni Pisano fortgeführt.                                                                                             |
| San Giovanni al Gatano                 |      | Porta a Mare 43° 42′ 37,8″ N, 10° 23′ 12,3″ O      | Die Kirche wurde 1139 gegründet, umgebaut im 16. Jahrhundert und 1839–1841. Im Jahre 1943 bei einem Bombenangriff zerstört, ab 1956 neu errichtet, geweiht 1963.                                                                         |
| San Giuseppe                           |      | Santa Maria 43° 43′ 17,1″ N, 10° 24′ 6″ O          | Gegründet 1530 und geweiht 1572 als Kirche des Frauenordens der Jesuaten. Zwischen 1707 und 1710 komplett umgestaltet. |
| San Giusto in Cannicci                 |      | San Giusto 43° 41′ 52,2″ N, 10° 23′ 44,5″ O        | Kirche im südlichen Vorort San Giusto in der Nähe des Flughafens Pisa, bezeugt ab 1147. Umgebaut im 18. Jahrhundert und 1833. Im Zweiten Weltkrieg stark beschädigt.                                                                     |
| San Gregorio Magno                     |      | Santa Maria 43° 43′ 5,3″ N, 10° 23′ 58″ O          | Neben der Kirche San Frediano. Mittelalterlicher Ursprung, 1791 und 1850 renoviert. Wird von der Compagnia della Misericordia genutzt.                                                                                                   |
| Santi Ippolito e Cassiano              |      | Riglione 43° 41′ 50,1″ N, 10° 26′ 55,2″ O          | Kirche im östlichen Vorort Riglione, erwähnt ab 1119. Im 18. Jahrhundert komplett umgestaltet und 1792 geweiht. Nach fast kompletter Zerstörung im Zweiten Weltkrieg ab 1946 wieder errichtet.                                           |
| Santi Jacopo e Filippo in Orticaia     |      | Porta a Piagge 43° 42′ 30,9″ N, 10° 24′ 53,3″ O    | Dokumentiert ab 1110 als Sitz der Augustiner. Im 16. und 18. Jahrhundert umgebaut. |
| San Lazzaro                            |      | Porta a Lucca 43° 43′ 27,7″ N, 10° 24′ 7,1″ O      | Errichtet 1638 auf Fundamenten einer älteren Kirche (11. Jahrhundert). |
| Santa Lucia                            |      | Porta a Mare 43° 42′ 13,5″ N, 10° 22′ 13,3″ O      | Kleine Kirche südwestlich der Innenstadt. |
| San Lussorio                           |      | San Rossore 43° 41′ 36,3″ N, 10° 20′ 36,5″ O       | Kirche im Park Tenuta San Rossore, errichtet 1964. |
| Chiesa della Madonna dei Galletti      |      | Santa Maria 43° 43′ 0,2″ N, 10° 23′ 57,7″ O        | Kirche am nördlichen Arnoufer, erwähnt ab 1227, im 16. Jahrhundert umgebaut, Fassade von 1757. |
| San Marco alle Cappelle                |      | Porta Fiorentina 43° 42′ 25,4″ N, 10° 24′ 28,5″ O  | Erwähnt ab 1153, die ursprünglich romanische Kirche wurde Ende des 18. Jhs. und in den 1940er Jahren umgebaut. |
| Duomo di Santa Maria Assunta           |      | Santa Maria 43° 43′ 23,8″ N, 10° 23′ 44,2″ O       | Dom von Pisa, der Campanile ist der Schiefe Turm von Pisa. Zum Bauensemble gehören auch das Baptisterium und der Camposanto Monumentale.                                                                                                 |
| Santa Maria Assunta                    |      | Marina di Pisa 43° 39′ 37,8″ N, 10° 16′ 45,8″ O    | Errichtet 1896–1897 am Meer im Ortsteil Marina di Pisa, Campanile von 1980. |
| Santa Maria Ausiliatrice               |      | Marina di Pisa 43° 40′ 26″ N, 10° 16′ 26,5″ O      | Errichtet 1912–1916 im Ortsteil Marina di Pisa, Imitation der Pisaner Romanik. Bis 1981 Kirche der Salesianer. |
| Santa Maria degli Angeli               |      | Tirrenia                                           | |
| Santa Maria del Carmine                |      | San Martino 43° 42′ 46,6″ N, 10° 24′ 0,9″ O        | Errichtet 1324–1328 von Karmeliten. Im 15. Jahrhundert ausgebaut, die Kirche enthielt einen Flügelaltar von Masaccio; Fassade von 1835.                                                                                                  |
| Santa Maria della Spina                |      | Sant’Antonio 43° 42′ 54,8″ N, 10° 23′ 47,2″ O      | Kleine gotische Kirche am Arnosüdufer, errichtet um 1230. |
| Santa Maria Immacolata ai Passi        |      | I Passi 43° 44′ 13,9″ N, 10° 23′ 50,1″ O           | Geweiht 1986 |
| Santa Maria Maddalena                  |      | Sant’Antonio 43° 42′ 53″ N, 10° 23′ 54,7″ O        | Barocke Kirche, errichtet 1717 nach Plänen von Andrea Vaccà am Ort einer älteren Kirche des Malteserordens (1156). Im Zweiten Weltkrieg beschädigt.                                                                                      |
| Santa Maria Madre della Chiesa         |      | Pratale 43° 43′ 12,4″ N, 10° 24′ 51,7″ O           | Geweiht 1980 |
| Santa Marta                            |      | San Francesco 43° 42′ 56,7″ N, 10° 24′ 31,1″ O     | Errichtet als Klosterkirche der Dominikanerinnen um 1342, heutiges Aussehen durch Umbau 1760–1777. |
| San Martino in Chinzica                |      | San Martino 43° 42′ 46,4″ N, 10° 24′ 15,6″ O       | Einschiffiger Ziegelbau mit Marmorfassade, errichtet 1332 von Bonifacio della Gherardesca, an Stelle eines seit 1067 erwähnten Vorgängerbaus.                                                                                            |
| San Matteo in Soarta                   |      | San Francesco 43° 42′ 52″ N, 10° 24′ 26,4″ O       | Kirche des ehemaligen Benediktinerinnenkonvents San Matteo, errichtet zwischen dem 11. und 13. Jahrhundert Heute Teil des Museo Nazionale di San Matteo.                                                                                 |
| San Michele Arcangelo                  |      | Oratoio 43° 41′ 37,4″ N, 10° 26′ 43,9″ O           | Zwischen dem 10. und 13. Jahrhundert errichtete Kirche im südöstlich der Altstadt gelegenen Ortsteil Oratoio. |
| San Michele degli Scalzi               |      | Porta a Piagge 43° 42′ 21,4″ N, 10° 25′ 8,1″ O     | Auch San Michele Orticaia; Kirche am Arno östlich der Innenstadt, erwähnt ab 1025. Stark beschädigt im Zweiten Weltkrieg; der Campanile besitzt eine beachtliche Schieflage.                                                             |
| San Michele in Borgo                   |      | San Francesco 43° 43′ 1″ N, 10° 24′ 8,5″ O         | Große dreischiffige Kirche in der Innenstadt (Borgo Stretto), errichtet um 1016. Fassade aus dem 13. und 14. Jahrhundert |
| San Nicola                             |      | Santa Maria 43° 43′ 0,7″ N, 10° 23′ 46,6″ O        | Seit 1097 erwähnt, ausgebaut 1297 bis 1313 von den Augustinern, umgebaut im 17. Jahrhundert Achteckiger Campanile (12.–13. Jahrhundert).                                                                                                 |
| Sante Orsola e Margherita              |      | Porta Nuova 43° 44′ 12,2″ N, 10° 23′ 2,9″ O        | Kirche der Misericordia di Pisa, eröffnet 2003. |
| San Paolo a Ripa d’Arno                |      | Sant’Antonio 43° 42′ 46,4″ N, 10° 23′ 35,2″ O      | Kirche der Pisaner Romanik, bekannt auch als Duomo vecchio., bezeugt ab 1032, sei Mitte des 12. Jhs. in der heutigen Form. |
| Basilica San Piero a Grado             |      | San Piero a Grado 43° 40′ 46,7″ N, 10° 20′ 48,1″ O | Bedeutende romanische Basilika im Vorort San Piero a Grado (10.–13. Jahrhundert), verknüpft mit der Legende des heiligen Petrus. |
| San Pietro in Vinculis                 |      | San Francesco 43° 42′ 58,7″ N, 10° 24′ 12,8″ O     | Auch San Pierino, dreischiffige romanische Kirche, errichtet zwischen 1072 und 1118 von Augustinern anstelle eines älteren Gebäudes. |
| San Pio X                              |      | Porta Nuova 43° 43′ 48,7″ N, 10° 23′ 38,8″ O       | Geweiht 1967 |
| San Ranieri                            |      | CEP 43° 42′ 35,6″ N, 10° 22′ 26,6″ O               | Pfarrkirche im westlich von der Innenstadt gelegenen Neubauviertel CEP. Geweiht 1969, bis 2004 Kirche der Salesianer. |
| San Ranieri di Cisanello               |      | Cisanello                                          | Kirche des Krankenhauses in Cisanello, errichtet 1914. |
| Santi Ranieri e Leonardo               |      | Santa Maria 43° 43′ 22,8″ N, 10° 23′ 53,9″ O       | Genannt San Ranierino; die Kirche (errichtet 1578) lag ursprünglich am Domplatz, und wurde zwischen 1865 und 1868 bei der Neuordnung des Platzes an heutiger Stelle wiedererrichtet.                                                     |
| San Rocco                              |      | Santa Maria 43° 43′ 10,4″ N, 10° 23′ 58,2″ O       | Kleine Kirche an der Piazza dei Cavalieri, errichtet 1575 über einer seit 1082 bestehenden Kirche. Zwischen 1630 und 1634 umgebaut, restauriert 1899.                                                                                    |
| Santa Rosa                             |      | Calambrone 43° 35′ 57,6″ N, 10° 17′ 37,4″ O        | |
| Sacra Famiglia                         |      | Pisanova 43° 42′ 41,6″ N, 10° 25′ 58,8″ O          | Kirche im Neubauviertel Pisanova, geweiht 1988 |
| Sacro Cuore di Gesù                    |      | Porta Nuova 43° 43′ 13,1″ N, 10° 23′ 24,9″ O       | Grundsteinlegung 1940, geweiht 1962. |
| San Sepolcro                           |      | San Martino 43° 42′ 52,1″ N, 10° 24′ 11,7″ O       | Auch Santo Sepolcro (Heiliges Grab), Kirche auf achteckigem Grundriss, errichtet im 12. Jahrhundert nach Plänen von Diotisalvi für den Johanniterorden. Die barocke Innenausstattung von 1720 wurde im 19. Jahrhundert entfernt.         |
| San Silvestro                          |      | San Francesco 43° 42′ 51,4″ N, 10° 24′ 35,3″ O     | Ab 1118 Kirche der Benediktiner, ab dem 14. Jahrhundert der Dominikanerinnen. Marmorfassade von 1772. |
| San Sisto                              |      | Santa Maria 43° 43′ 10,3″ N, 10° 23′ 56″ O         | Auch San Sisto in Cortevecchia, dreischiffige romanische Kirche, geweiht 1133. |
| Santo Stefano dei Cavalieri (Pisa)     |      | Santa Maria 43° 43′ 9,4″ N, 10° 24′ 2,1″ O         | Kirche des Stephansordens an der Piazza dei Cavalieri, errichtet zwischen 1565 und 1568 nach Plänen von Giorgio Vasari. |
| Santo Stefano extra Moenia             |      | Porta a Lucca 43° 43′ 25,7″ N, 10° 23′ 59,5″ O     | Ehemals Santo Stefano oltr’Ozeri, geweiht 1122, früher Kirche der Benediktinerinnen. Mehrmals umgebaut, Campanile von 1936. |
| San Tommaso delle Convertite           |      | Santa Maria 43° 43′ 19,2″ N, 10° 23′ 59,9″ O       | Erwähnt ab 1160, restauriert 1610 sowie 1756–1758, aus dieser Zeit stammt die heutige Fassade. |
| San Torpé                              |      | Santa Maria 43° 43′ 19,1″ N, 10° 24′ 7,3″ O        | Kirche eines Klosters, gegründet zwischen 1254 und 1278 von Humiliaten, ab dem 16. Jahrhundert Orden der Paulaner. Restauriert im 17. Jahrhundert und 1895, Campanile von 1821.                                                          |
| San Vito e Ranieri                     |      | Santa Maria 43° 42′ 53,6″ N, 10° 23′ 34,8″ O       | Ab 1051 erwähnt, an dem Ort wo nach der Legende San Ranieri, der Schutzpatron Pisas, starb. Ab 1787 komplett neu errichtet, nach Zerstörungen im Zweiten Weltkrieg rekonstruiert.                                                        |

## Entweihte oder nur noch in Resten vorhandene Kirchen
| Name                       | Bild | Stadtteil Lage                                 | Bemerkungen |  |
| -------------------------- | ---- | ---------------------------------------------- | --- |  |
| Sant’Andrea Forisportam    |      | San Francesco 43° 42′ 58,5″ N, 10° 24′ 19,9″ O | 12. Jahrhundert, Innenraum im 19. Jahrhundert restauriert. Entweiht, ist heute ein Theater (Teatro Sant’Andrea) |  |
| Sant’Antonio in Qualconia  |      | Sant’Antonio 43° 42′ 49,2″ N, 10° 23′ 37,6″ O  | Ehemalige Klosterkirche der Compagnia di Sant’Antonio. Im Zweiten Weltkrieg stark beschädigt, das Kloster beherbergt heute ein Studienzentrum der Sparkasse Pisa.                                                     |  |
| San Benedetto              |      | Sant’Antonio 43° 42′ 48,3″ N, 10° 23′ 35,7″ O  | 17. Jahrhundert, barocker Umbau einer älteren Kirche (Ende 14. Jahrhundert). Entweiht, zusammen mit dem angrenzenden Kloster Sant’Antonio in Qualconia heute Sitz eines Studienzentrums der Sparkasse Pisa.           |  |
| San Bernardo               |      | San Martino 43° 42′ 47,8″ N, 10° 24′ 9,7″ O    | Errichtet im 15. Jahrhundert, gehörte zu einem angrenzenden Kloster der Zisterzienserinnen, später des Kapuzinerordens. Entweiht, dient heute kulturellen Veranstaltungen.                                            |  |
| Santa Eufrasia             |      | Santa Maria 43° 43′ 11,4″ N, 10° 23′ 53,2″ O   | Seit 780 bezeugt, das heutige Gebäude geht auf das Jahr 1124 zurück. Innenraum und oberer Teil der Fassade aus dem 18. Jahrhundert; Die Kirche ist entweiht und wird von der Universität Pisa genutzt.                |  |
| Santi Felice e Regolo      |      | Santa Maria 43° 43′ 5,7″ N, 10° 24′ 5,1″ O     | Reste der mittelalterlichen Kirche (11. Jahrhundert) sind an einem neogotischen Gebäude in der Via Ulisse Dini erhalten.                                                                                              |  |
| San Giorgio a Porta a Mare |      | Santa Maria 43° 43′ 1,2″ N, 10° 23′ 52,1″ O    | Ab 1160 als Kirche erwähnt, ab 1599 Kirche der Genueser. Heute geschlossen. |  |
| San Luca                   |      | San Francesco 43° 42′ 56,3″ N, 10° 24′ 22,1″ O | Reste einer mittelalterlichen Kirche (11.–12. Jahrhundert) an der Piazza della Repubblica. |  |
| San Marco in Calcesana     |      | San Francesco 43° 42′ 54,3″ N, 10° 24′ 38,4″ O | Geweiht 1139, umgebaut 1508–1518. 1819 entweiht. |  |
| San Paolo all’Orto         |      | San Francesco 43° 43′ 3,3″ N, 10° 24′ 15,1″ O  | Erwähnt ab 1086, Fassade Ende 12. Jh., der Campanile stammt aus dem 17. Jahrhundert. War ab dem 15. Jahrhundert Kirche der Augustinerinnen, heute entweiht, beherbergt Teile der Gipssammlungen der Universität Pisa. |  |
| San Pietro in Cisanello    |      | Cisanello                                      | Auch San Piero, erwähnt ab 1169, Zerstörung im Zweiten Weltkrieg, 1993 restauriert. Dient sozialen und kulturellen Zwecken.                                                                                           |  |
| Santissimo Salvatore       |      | San Francesco 43° 43′ 15,9″ N, 10° 24′ 14,5″ O | Kapelle der Compagnia della Croce, errichtet um 1300 neben der Kirche Santa Caterina d’Alessandria. 1782 entweiht, heute Veranstaltungszentrum (Cinema Teatro Lux).                                                   |  |
| San Zeno                   |      | San Francesco 43° 43′ 23″ N, 10° 24′ 26,9″ O   | Seit 1029 erwähnte dreischiffige romanische Klosterkirche, gehörte den Benediktinern und ab dem 12. Jahrhundert dem Kamaldulenserorden. Heute entweiht, dient zu Kunstausstellungen.                                  |  |

## Nichtkatholische Kirchen
| Name                                                | Bild | Stadtteil Lage                                  | Bemerkungen |
| --------------------------------------------------- | ---- | ----------------------------------------------- | --- |
| Oratorio di San Bernardino                          |      | Porta Fiorentina 43° 42′ 21,8″ N, 10° 24′ 31″ O | Um 1479 errichtete runde Kapelle. Ein jüngerer, angrenzender Neubau wurde im Zweiten Weltkrieg zerstört. Heutige Nutzung durch die griechisch-orthodoxe Gemeinde.                |
| Chiesa di Gesu Cristo dei Santi degli Ultimi Giorni |      | Barbaricina 43° 43′ 10,4″ N, 10° 22′ 47,2″ O    | Kirche Jesu Christi der Heiligen der Letzten Tage |
| San Giovanni dei Fieri                              |      | San Martino 43° 42′ 47,8″ N, 10° 24′ 10,6″ O    | Kirche mit mittelalterlichen Ursprüngen, im 12. Jahrhundert San Giovannino; heutige Form mit Marmorfassade aus den Jahren 1613–1614, heute Kirche der Siebenten-Tags-Adventisten |
| Chiesa Evangelica Valdese                           |      | Santa Maria 43° 43′ 7,8″ N, 10° 23′ 38,6″ O     | Evangelische Kirche der Waldenser |

## Synagogen
| Name             | Bild | Stadtteil Lage                               | Bemerkungen |
| ---------------- | ---- | -------------------------------------------- | --- |
| Sinagoga di Pisa |      | San Francesco 43° 42′ 59,2″ N, 10° 24′ 17″ O | Das Gebäude wurde 1647 von der Gemeinde erworben; umgebaut 1785 und in den 60er Jahren des 19. Jahrhunderts durch den Architekten Marco Treves. |